# Таубе, Свен-Бертиль
Свен-Бертиль Гуннар Эверт Таубе (швед. Sven-Bertil Gunnar Evert Taube; 24 ноября 1934, Стокгольм — 11 ноября 2022[…], Лондон) — шведский актёр, певец и композитор.

## Биография и карьера
Свен-Бертиль — сын художницы Астри Таубе и музыканта и поэта Эверта Таубе. Фамилия семьи относится к знатному дворянскому роду Таубе.
Среднюю школу Свен-Бертиль Таубе закончил в Стокгольме. В 1949 году для него состоялся дебют в кино, где он сыграл самого себя. Таубе учился в «Cherry Lawn School» в небольшом городе Дарьен штата Коннектикут в США, где в 1954 году получил высшее образование. В Манхэттене Таубе начал исполнять свои первые песни.
В 1956 году Свен-Бертиль Таубе стал исполнять свои композиции в Мадриде. Учился актёрскому мастерству в театральной школе в Стокгольме, в 1959 году начал работать в Королевском драматическом театре. Также Свен-Бертиль участвовал в театральных постановках не только в Стокгольме, но и в Гётеборге, Копенгагене и Осло.
Таубе помимо того, что был певцом, работал также конферансье. В 1950-х годах были выпущены многочисленные аудиозаписи Таубе. Свен-Бертиль Таубе успешно занимался интерпретацией произведений таких известных деятелей, как: Карл Микаэль Бельман, Нильс Ферлин, Лео Ферре, Микис Теодоракис и своего отца. В 1970 году Свен-Бертиль вместе с отцом начали появляться на концертах в Грёна Лунд. И после смерти отца Свен-Бертиль ежегодно приезжает туда на концерты.
Таубе работал в театральных постановках в Лондоне.
Как актёр принимал участие в таких фильмах и сериалах, как: «Орёл приземлился», «Арн: Рыцарь-тамплиер», «Арн: Королевство в конце пути» и «Девушка с татуировкой дракона», «Год 1790-й».

## Дискография
- 1954 — Swedish Folk Songs & Ballads (10" LP)
- 1960 — Carl Michael Bellman
- 1960 — Sven-Bertil Taube sjunger Evert Taube
- 1961 — Nils Ferlin
- 1962 — Skillingtryck och andra fina visor från flera sekler
- 1963 — Carl Michael Bellman, volym 2
- 1964 — Tiggarens opera
- 1964 — Erik Axel Karlfeldt
- 1965 — Pastime with Good Company (med Dorothy Dorow)
- 1967 — Sjunger 22 barnvisor/3 sagor
- 1967 — Carl Jonas Love Almqvist (med Lilian Sjöstrand)
- 1968 — Peter och vargen/Orkesterguide för ungdom
- 1968 — Visor (Utökad utgåva av Swedish Folk Songs & Ballads)
- 1970 — Evert Taube
- 1972 — 12 visor av Evert Taube
- 1973 — Ulf Peder Olrog
- 1974 — Sjunger Mikis Theodorakis
- 1975 — Caballero! Visor och ballader av Evert Taube
- 1976 — Sings Mikis Theodorakis (samma visor som «Sjunger» men på engelska)
- 1977 — A Swedish Musical Odyssey
- 1978 — Borta bra men hemma bäst. Visor och ballader av Evert Taube
- 1979 — Närmare dig
- 1980 — Många hundra gröna mil — på Berns Salonger (Live)
- 1981 — Sjunger Leo Ferré
- 1981 — I and Albert. A New Musical
- 1983 — Inbjudan till… Ord och toner av Evert Taube
- 1985 — Årstider
- 1990 — Tango
- 1993 — Inspiración Argentina!
- 1993 — Sven-Bertil Gunnar Evert Taube sjunger Evert Taube 1950-93 (5-cd-samling)
- 2007 — Alderville Road
- 2013 — Taube tolkar Taube
- 2014 — Hommage
- 2015 — Hommage Vol. 2

## Личная жизнь
С 1958 по 1962 год Свен-Бертиль Таубе был женат на актрисе Ингер Таубе. В 1960 году у них родился сын Йеспер Таубе, который в будущем стал поваром.
В 1975 году Таубе женился на актрисе Энн Захариас, но они развелись в том же году. У них в 1979 году родилась дочь — актриса Саша Захариас.
С 1985 года Таубе был женат на танцовщице Микаэле Риден. В 1994 году у супругов родился сын Феликс. Кроме того, у Свена-Бертиль Таубе также есть внебрачная дочь Анн-Шарлотт Таубе, которая родилась от члена социал-демократической рабочей партии Швеции Гуниллы Торгрен в 1965 году.
Свен-Бертиль Таубе проживал в Лондоне. Скончался 11 ноября 2022 года.

## Награды
- «Грэмми» (1970, 2014, 2015).
- «Золотой жук» (1994, 2012).